# Louis Doni d'Attichy
Louis Doni d'Attichy est un prélat italo-français du XVIIe siècle, né à Paris le 10 février 1598, et mort à  Dijon le 30 juin 1664.

## Biographie
Louis Doni est  fils d'Octavio Doni, d'une noble famille florentine, seigneur d'Attichy, près de Compiègne, natif de Florence qui avait suivi Catherine de Médicis en France, et de Valence de Marillac, sœur du maréchal de France Louis de Marillac et du garde des Sceaux Michel de Marillac. Il naît à Paris dans la paroisse de Saint-Jean-de-Grève, il est le filleul du duc d'Epernon.
Il commence ses études au collège de La Flèche et peut-être au collège de Jésuites de Bourges puis au Collège de Navarre. Louis Doni  devient membre en 1614 des Minimes, peut-être sous l'influence d'Olivier Chaillou, minime lui-même et confesseur de la famille Marillac-Attichy alors que son frère Achille devient jésuite. Il termine ses études chez les minimes où il apprend l'hébreu et le grec et où il écrit une histoire de son ordre. Il est tonsuré en 1609 diacre en mars 1620 et prêtre en février 1622. Quoique résidant à Rome depuis 1624, il est  nommé supérieur du célèbre monastère de  Paris, et provincial de Bordeaux en 1628. Le cardinal de Richelieu  le propose à Louis XIII pour l'évêché de Riez, et le roi signe sa nomination en 1628. Il est confirmé le 8 octobre 1629 et consacré en 1630 par l'archevêque de Paris.
En 1633, Louis d'Attichy préside à l'installation des religieuses ursulines, dans sa ville épiscopale et dans Valensole. Doni fait aussi rédiger un nouveau propre, obligatoire à partir de 1636. Le palais épiscopal de la ville est réparé et agrandi. L'église cathédrale n'a qu'une seule nef et Louis Doni  y ajoute à partir de 1648 une rangée de sept chapelles formant une deuxième nef du côté méridional, et communiquant avec la nef principale par autant d'arceaux en pierres de taille. Il est chassé de Riez pendant la fronde et cherche à obtenir le siège d'Aix-en-Provence.
En 1652, Louis Doni est transféré à Autun. Le pape Innocent X a en 1653 condamné les cinq fameuses propositions de Jansénius; le nom de Louis d'Attichy se trouve parmi ceux des évêques qui lui écrivent pour le remercier de sa bulle. Louis d'Attichy, à la requête de Madame de Rabutin qui en est prieure, consent à la translation à Autun, en 1655 du prieuré Saint-Julien, qu'occupent des bénédictines dans le village de Saint-Julien-sur-Dheune, de son diocèse. Il admet aussi en 1656, au prieuré de Saint-Symphorien, les chanoines réguliers de la congrégation de France. En 1659, il accorde une indulgence de 40 jours aux membres de la Confrérie de Sainte-Reine.

## Publications
Louis Doni est l'auteur d'œuvres  , comme:
- Histoire générale de l'Ordre sacré des Minimes
- Tableau de la vie de la bienheureuse Jeanne de France
- Flores historiae sacri collegii caratnalium à temporibus sancti Leonis papae noni, anno 1049, qui fere coepit cardinalitia dignitas, usque ad annum 1649,
- Le Panégyrique de saint Maxime, évêque à Riez, prononcé par saint Fauste, et mis en notre langue par un autre évéque de Riez
- Oraison funèbre du roi Henri IV, prononcée en 1645 à Avignon
- De vita et rebus gestis eminentisslmi ac reverendissimi Pétri Berulli, cardinala, congregationis Oratorii in Gallia fundatoris.